# Cretolyra
Cretolyra (лат.) — ископаемый род перепончатокрылых из семейства Megalyridae. Бирманский янтарь, меловой период (Мьянма). Мелкие наездники, длина тела около 3 мм. Сложный глаз овальный, выше длины; лоб продольно разделён бороздой перед срединным глазком; 1-й членик жгутика усика короче индивидуальной длины флагеломеров 2-5; затылочный киль мелкозубчатый. Переднее крыло с M+Cu, Sc+R, A, M и Cu полностью пигментированы; cu-a почти ветвится с A, отсутствует на коротком расстоянии; медиальная ячейка прямоугольная; маргинальная ячейка узкая, замкнута в прямую линию. Медианная мезоскутальная борозда гладкая; парапсидальные линии присутствуют, расходятся кпереди. Метакокса длинная; метафемур и метатибии вздуты; две мезотибиальных и одна метатибиальная шпоры; ряд гребневидных волосков вдоль вентральной поверхности метатибий и метабазитарзуса. Метасома удлинённая и суженная на вершине, длиннее мезосомы.
- †Cretolyra noijebumensis Brazidec et al., 2024
- †Cretolyra shawi Brazidec et al., 2024